# Pseudonannolene callipyge
Pseudonannolene callipyge är en mångfotingart som beskrevs av Henri W. Brölemann 1901. Pseudonannolene callipyge ingår i släktet Pseudonannolene och familjen Pseudonannolenidae. Inga underarter finns listade i Catalogue of Life.